# Psammotettix quettensis
Psammotettix quettensis är en insektsart som beskrevs av Ara och Ahmed, M. 1988. Psammotettix quettensis ingår i släktet Psammotettix och familjen dvärgstritar. Inga underarter finns listade i Catalogue of Life.